# Joseph Dietzgen
Peter Joseph Dietzgen (ur. 9 grudnia 1828 w Blankenbergu, zm. 15 kwietnia 1888 w Chicago) – niemiecki filozof socjalistyczny.

## Życiorys
Był najstarszym z pięciorga dzieci garbarza Gottfrieda (1794–1887) i Anny Margarethy Lückerath (1808–1881). Uczęszczał do szkoły ludowej w Uckerath, następnie przez dwa lata do szkoły mieszczańskiej w Kolonii i pół roku w szkole parafialnej w Oberpleis. Jako filozof był samoukiem. Po wydarzeniach 1848 roku udał się na emigrację do Stanów Zjednoczonych. Do Niemiec wrócił w 1851 roku, w 1852 został członkiem Związku Komunistów. W 1859 po raz kolejny emigrował do Stanów Zjednoczonych, założył wtedy garbarnię w Montgomery. W Ameryce przebywał do wybuchu wojny secesyjnej. Od 1864 do 1868 kierował garbarnią w Sankt Petersburgu. W 1869 odziedziczył garbarnię wuja w Siegburgu. Został członkiem Socjaldemokratycznej Partii Robotniczej Niemiec. W 1878 roku był aresztowany za działalność socjalistyczną. W 1884 roku razem z rodziną zamieszkał już na stałe w Stanach Zjednoczonych.
Został pochowany na German Waldheim Cemetery. Po śmierci jego rozproszone prace zebrał i wydał syn, Eugen Dietzgen. W latach 1961–1965 kolejne wydanie dzieł zebranych ukazało się pod redakcją komisji filozofii Akademii Nauk NRD.

## Poglądy filozoficzne
Na jego wczesne poglądy duży wpływ miały prace Ludwiga Feuerbacha. Za punkt wyjścia swej koncepcji przyjmuje Dietzgen świat materialny i odrzuca prymitywną koncepcję wulgarnych materialistów, którzy sprowadzali myśl do substancji. Swoje poglądy materialistyczne rozwijał Dietzgen w walce przeciwko idealistom, dyplomowanym lokajom klechostwa. Idealizm uważał za wymyślną obronę religianctwa, za światopogląd klas eksploatatorskich.
Fryderyk Engels pisał, że Dietzgen odkrył materialistyczną dialektykę samodzielnie, niezależnie od Karola Marksa, a także i od Hegla. Włodzimierz Lenin w swojej książce "Materializm a empiriokrytycyzm" często powoływał się na Josepha Dietzgena i, wysoko oceniając jego prace, stwierdzał:

W tym robotniku-filozofie, który na swój sposób odkrył materializm dialektyczny, sporo jest wielkości!.

Ale jednocześnie Lenin przestrzega, że Dietzgen nie zawsze daje słuszny wykład materializmu dialektycznego, często spotyka się u niego odchylenia od materializmu dialektycznego oraz błędy, które wykorzystali przeciwnicy marksizmu, w szczególności machiści.

## Prace
- Einige Worte über das Wesen des Geldes; Die Lassalleschen Ideen; Die Soziale Frage (Wirtschaftskrisen); Arbeit und Kapital; Die Kunst und das Handwerk; Die Wissenschaft und das Handwerk. Palmblatt, St. Petersburg 1868
- Skizzen aus dem Gebiete der politischen Ökonomie. Gerber-Zeitung. Zeitung für die Lederfabrikation und Lederhandel (31.5.1868)
- „Das Kapital”. Kritik der politischen Oekonomie von Karl Marx. Hamburg 1867. Demokratisches Wochenblatt Nr. 31 (1.8.1868), Nr. 34 (22.8.1868), Nr. 35 (29.8.1869), Nr. 36 (6.9.1868)
- Das Wesen der menschlichen Kopfarbeit. Dargestellt von einem Handarbeiter. Eine abermalige Kritik der reinen und praktischen Vernunft. Hamburg: Otto Meißner, 1869
- Die bürgerliche Gesellschaft. Vortrag. Leipzig: Verlag der Genossenschaftsbuchdruckerei, 1876
- Die Religion der Sozial-Demokratie. Fünf Kanzelreden. 3. verm. Aufl. Leipzig: Verlag der Genossenschaftsbuchdruckerei, 1877
- National-Oekonomisches. Vorträge. 2. Abdruck. Leipzig: Verlag der Genossenschaftsbuchdruckerei, 1877
- Verkappte Teologie. Die neue Zeit. Revue des geistigen und öffentlichen Lebens 7, s. 327-331, 1883
- Streifzüge eines Sozialisten in das Gebiet der Erkenntnißtheorie. Hottingen-Zürich: Verlag der Volksbuchhandlung, 1887 (Sozialdemokratische Bibliothek 18)
- Die menschliche Seele. Die neue Zeit. Revue des geistigen und öffentlichen Lebens 6, s. 272-278, 1888

Dzieła zebrane
- Sämtliche Schriften. Hrsg. von Eugen Dietzgen, 4. Auflage, Berlin, 1930
- Schriften in drei Bänden. Hrsg. von der Arbeitsgruppe für Philosophie an der Deutschen Akademie der Wissenschaften der DDR zu Berlin. Berlin, 1961, 1962, 1965.